# Hanzelijn
| Ein Sprinter der Nederlandse Spoorwegen bei Kampen |                                    |                                    |                                    |
| |                                    |                                    |                                    |
| Streckenlänge: | 50 km                              |                                    |                                    |
| Spurweite: | 1435 mm (Normalspur)               |                                    |                                    |
| Stromsystem: | 1500 V =                           |                                    |                                    |
| Streckengeschwindigkeit: | 200 km/h, im Regelbetrieb 140 km/h |                                    |                                    |
| Zweigleisigkeit: | durchgehend                        |                                    |                                    |
| |                                    |                                    |                                    |
| \| \| \| Bahnstrecke Weesp–Lelystad \| \| \| \| \| Lelystad Centrum \| \| \| \| \| \| \| \| \| \| Lelystad Abstellbhf \| \| \| \| \| A6 \| \| \| \| \| Dronten \| \| \| \| \| Drontermeer \| \| \| \| \| N50 \| \| \| \| \| Kampen Zuid \| \| \| \| \| A28 \| \| \| \| \| aus Utrecht \| \| \| \| \| IJssel (Hanzeboog) \| \| \| \| \| Zwolle NCS später Postbahnhof \| \| \| \| \| nach Kampen-IJsselmuiden \| \| \| \| \| Zwolle \| \| \| \| \| nach Meppel, Emmen, Almelo, Arnhem \| \| |                                    |                                    |                                    |
| Strecke |                                    | Bahnstrecke Weesp–Lelystad         | Bahnstrecke Weesp–Lelystad         |
| Bahnhof |                                    | Lelystad Centrum                   | Lelystad Centrum                   |
| Abzweig geradeaus und nach links · Strecke von rechts |                                    |                                    |                                    |
| Strecke · Betriebs-/Güterbahnhof Streckenende |                                    | Lelystad Abstellbhf                | Lelystad Abstellbhf                |
| |                                    | A6                                 |                                    |
| Bahnhof |                                    | Dronten                            | Dronten                            |
| |                                    | Drontermeer                        |                                    |
| Brücke |                                    | N50                                | N50                                |
| Bahnhof |                                    | Kampen Zuid                        | Kampen Zuid                        |
| |                                    | A28                                |                                    |
| Abzweig geradeaus und von rechts |                                    | aus Utrecht                        | aus Utrecht                        |
| Brücke über Wasserlauf |                                    | IJssel (Hanzeboog)                 | IJssel (Hanzeboog)                 |
| ehemaliger Bahnhof |                                    | Zwolle NCS später Postbahnhof      | Zwolle NCS später Postbahnhof      |
| Abzweig geradeaus und von links |                                    | nach Kampen-IJsselmuiden           | nach Kampen-IJsselmuiden           |
| Bahnhof |                                    | Zwolle                             | Zwolle                             |
| Strecke |                                    | nach Meppel, Emmen, Almelo, Arnhem | nach Meppel, Emmen, Almelo, Arnhem |

Die Hanzelijn ist eine Eisenbahnstrecke in den Niederlanden zwischen den Städten Zwolle und Lelystad, wobei sich der Name, zu deutsch Hanse-Linie, auf die Hanse bezieht, zu der auch die Städte Zwolle und Kampen gehörten. Die Bauarbeiten begannen am 30. Januar 2007 und wurden Ende 2012 abgeschlossen. Königin Beatrix eröffnete die Strecke offiziell am 6. Dezember 2012. Zum Fahrplanwechsel am 9. Dezember 2012 wurde die Strecke in Betrieb genommen.
Die Hanzelijn wird von Intercity-Zügen aus Leeuwarden und Groningen in Richtung Amsterdam Zuid und zum Amsterdamer Bahnhof Schiphol Airport und weiter nach Den Haag befahren. Durch die neue Verbindung sollte zum Beispiel die Reisezeit von Groningen nach Amsterdam um 20 Minuten verkürzt werden.
Da ein Nord-Ast der Betuweroute nicht gebaut werden soll, sollte die Hanzelijn außerdem für den Güterverkehr genutzt werden.
Die Strecke ist für eine Höchstgeschwindigkeit von 200 km/h ausgelegt. In der Nähe von Kampen gilt aufgrund von Bestimmungen zu Überhöhungen eine Begrenzung von 160 km/h und bei Lelystad von 180 km/h. Durch die ATB ist die größte zulässige Geschwindigkeit in der Praxis jedoch auf 140 km/h begrenzt.

## Bauwerke und Bahnhöfe

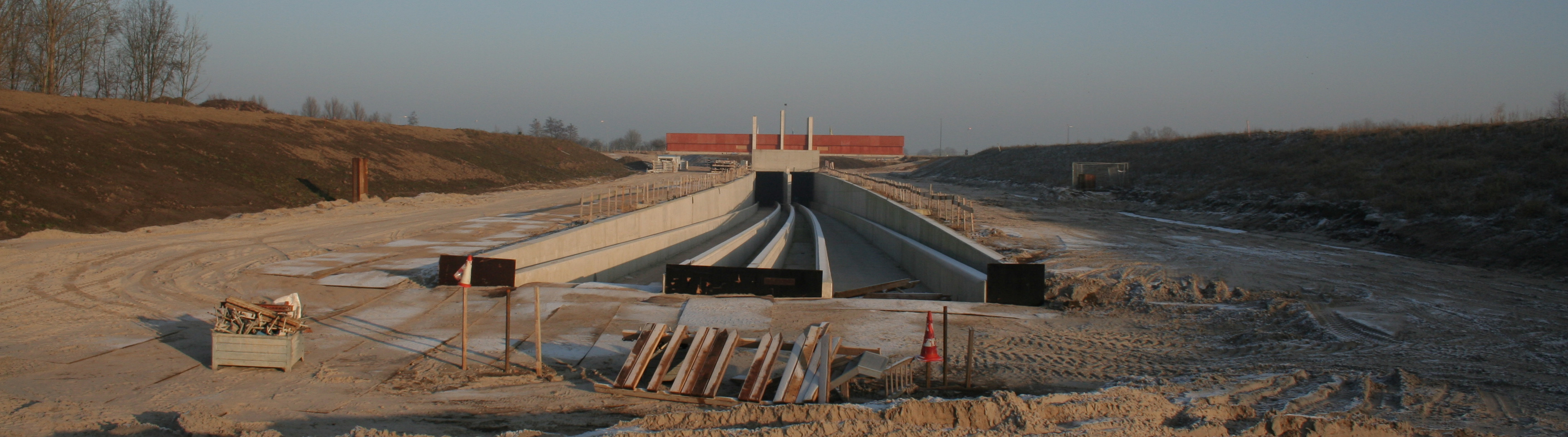
Westliches Tunnelportal des Drontermeertunnel (2008)

Die wichtigsten Bauwerke an der Strecke sind der neue Drontermeertunnel unter dem Drontermeer, der die Provinzen Flevoland und Overijssel verbindet, sowie der Hanzeboog über die IJssel in der Nähe von Zwolle, der dort eine bestehende Brücke ersetzt hat. Zwischenzeitlich wurde diskutiert, diese durch einen Tunnel unter der IJssel zu ersetzen, was aber abgelehnt wurde, da dies zu teuer geworden wäre und den Bau der Strecke um zwei Jahre verzögert hätte.
An der Strecke entstanden zwei neue Bahnhöfe: Dronten und Kampen Zuid. Über einen Park-and-ride-Bahnhof im Norden von Lelystad, an der Kreuzung der Strecke mit der Autobahn A6, wird noch diskutiert. Der Hauptbahnhof von Lelystad ist von zwei auf vier Gleise erweitert worden.

## Zugverkehr
Im Fahrplanjahr 2022 verkehrten folgende Linien auf der Hanzelijn:
| Zugtyp    | Linienverlauf | Frequenz                                                     |
| --------- | --- | ------------------------------------------------------------ |
| Intercity | Den Haag Centraal – Schiphol Airport – Amsterdam Zuid – Almere Centrum – Lelystad Centrum – Zwolle – Groningen In Zwolle Korrespondenz aus Amersfoort, Utrecht und Rotterdam sowie nach Leeuwarden | stündlich                                                    |
| Intercity | Den Haag Centraal – Schiphol Airport – Amsterdam Zuid – Almere Centrum – Lelystad Centrum – Zwolle – Leeuwarden In Zwolle Korrespondenz aus Amersfoort, Utrecht und Rotterdam sowie nach Groningen | stündlich                                                    |
| Intercity | Groningen – Assen – Zwolle – Lelystad Centrum – Almere Centrum – Amsterdam Centraal | freitag- und samstagnachts ein Zugpaar in Richtung Amsterdam |
| Sprinter  | Amsterdam Centraal – Weesp – Almere Centrum – Lelystad Centrum – Zwolle | halbstündlich                                                |